# Bitwa pod Oliwą

Bandera Polskiej Marynarki Wojennej z XVII wieku.

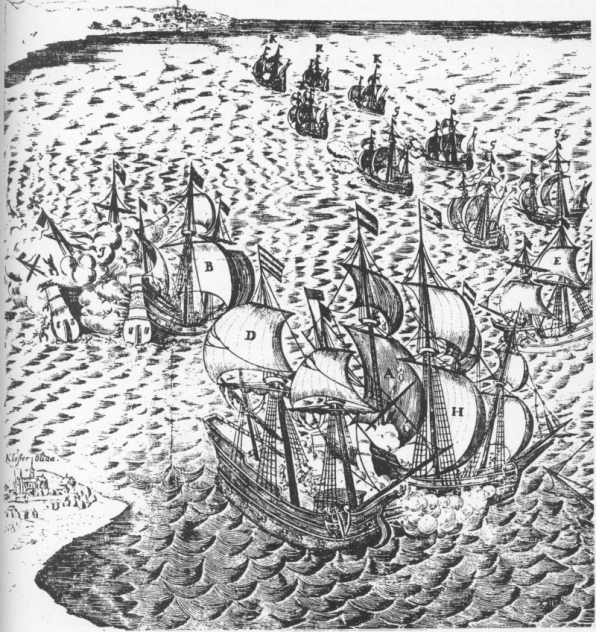
Bitwa pod Oliwą

Bitwa pod Oliwą – bitwa morska pomiędzy flotą polską a eskadrą okrętów szwedzkich, stoczona 28 listopada 1627 na redzie Gdańska. Nazwa „bitwa pod Oliwą” jest nazwą tradycyjnie przypisywaną tej bitwie.

## Tło bitwy
Admirałem polskiej floty był wówczas Wilhelm Appelmann, lecz z powodu choroby nie mógł wziąć udziału w bitwie i komisarze królewscy wyznaczyli przed bitwą nowe kolektywne dowództwo nad polskimi siłami. Dowództwo nad okrętami i funkcję admirała otrzymał Arend Dickmann, dowódcą piechoty morskiej został kapitan Jan Storch, a dowódcą artylerii okrętowej kapitan Herman Witte. Tym trzem dowódcom dodano radę wojenną, z którą mieli wspólnie opracować plan bitwy i podjąć decyzję o ataku. Okrętem admiralskim był galeon „Święty Jerzy”.

## Siły stron

### Polskie okręty
- 1 eskadra:
  - Święty Jerzy (Sankt Georg) – galeon, 31 dział, 400 t
  - Latający Jeleń (Fliegender Hirsch) – galeon, 20 dział, 300 t
  - Panna Wodna (Meerweib) – pinka, 12 dział, 160 t
  - Czarny Kruk (Schwarzer Rabe) – fluita, 16 dział, 260 t
  - Żółty Lew – pinka, 10 dział, 120 t
- 2 eskadra:
  - Wodnik (Meerman) – galeon, 17 dział, 200 t
  - Król Dawid (König David) – galeon, 31 dział, 400 t
  - Arka Noego – pinka, 16 dział, 180 t
  - Biały Lew – fluita, 8 dział, 200 t
  - Płomień (Feuerblase) – fluita, 18 dział, 240 t

Razem: 10 okrętów, 179 dział, 1160 żołnierzy i marynarzy

### Szwedzkie okręty
- Tigern – galeon, 22 działa, 320 t (zdobyty)
- Solen – galeon, 20 dział, 300 t (zatopiony)
- Pelikanen – galeon, 20 dział, 200 t
- Manem – galeon, 26 dział, 300 t
- Enhörningen – galeon, 18 dział, 240 t
- Papegojan – pinasa, 16 dział, 180 t

Razem: 6 okrętów, 122 działa, 700 żołnierzy i marynarzy

## Bitwa
Do bitwy doszło, gdy patrolująca Zatokę Gdańską szwedzka eskadra płynąca od Helu w kierunku Redłowa, dostrzegła na redzie Gdańska polskie okręty. Szwedzi płynęli w dwóch grupach – w pierwszej grupie okręt admiralski „Tigern” i okręt wiceadmiralski „Pelikanen” (dowódca wiceadmirał Fritz), a w drugiej grupie pozostałe okręty z „Solenem” na czele.
Bitwa szybko podzieliła się na dwa starcia: szwedzkiego okrętu admiralskiego „Tigern” z polskim okrętem admiralskim „Rycerz Święty Jerzy” (walka między tymi dwoma okrętami zapoczątkowała całą bitwę) i pinką „Panna Wodna” oraz polskiego „Wodnika” ze szwedzkim „Solenem”. Po oddaniu salw z dział pokładowych doszło do abordażu. Do walki włączyła się również Panna Wodna, która ostrzelała Tigerna od rufy. W końcu po zaciętej walce szwedzki okręt „Tigern” został zdobyty przez żołnierzy polskich. 
Walka ze znacznie większym Solenem była bardziej zacięta, a załoga zaatakowanego galeonu skutecznie opierała się załodze Wodnika. Gdy z pomocą Wodnikowi nadpłynęła fluita Biały Lew, Polacy uzyskali przewagę i wdarli się na pokład. Widząc beznadziejność sytuacji szyper szwedzkiego okrętu pobiegł do komory prochowej i doprowadził do wybuchu. Znaczna część walczących Polaków i Szwedów zdołała przeskoczyć na pokład Wodnika, reszta zginęła wraz z wysadzonym okrętem. Pozostała część szwedzkiej floty ratowała się ucieczką na pełne morze, natomiast zwycięskie okręty polskie wraz ze zdobytym Tigernem odpłynęły do bazy w Wisłoujściu.

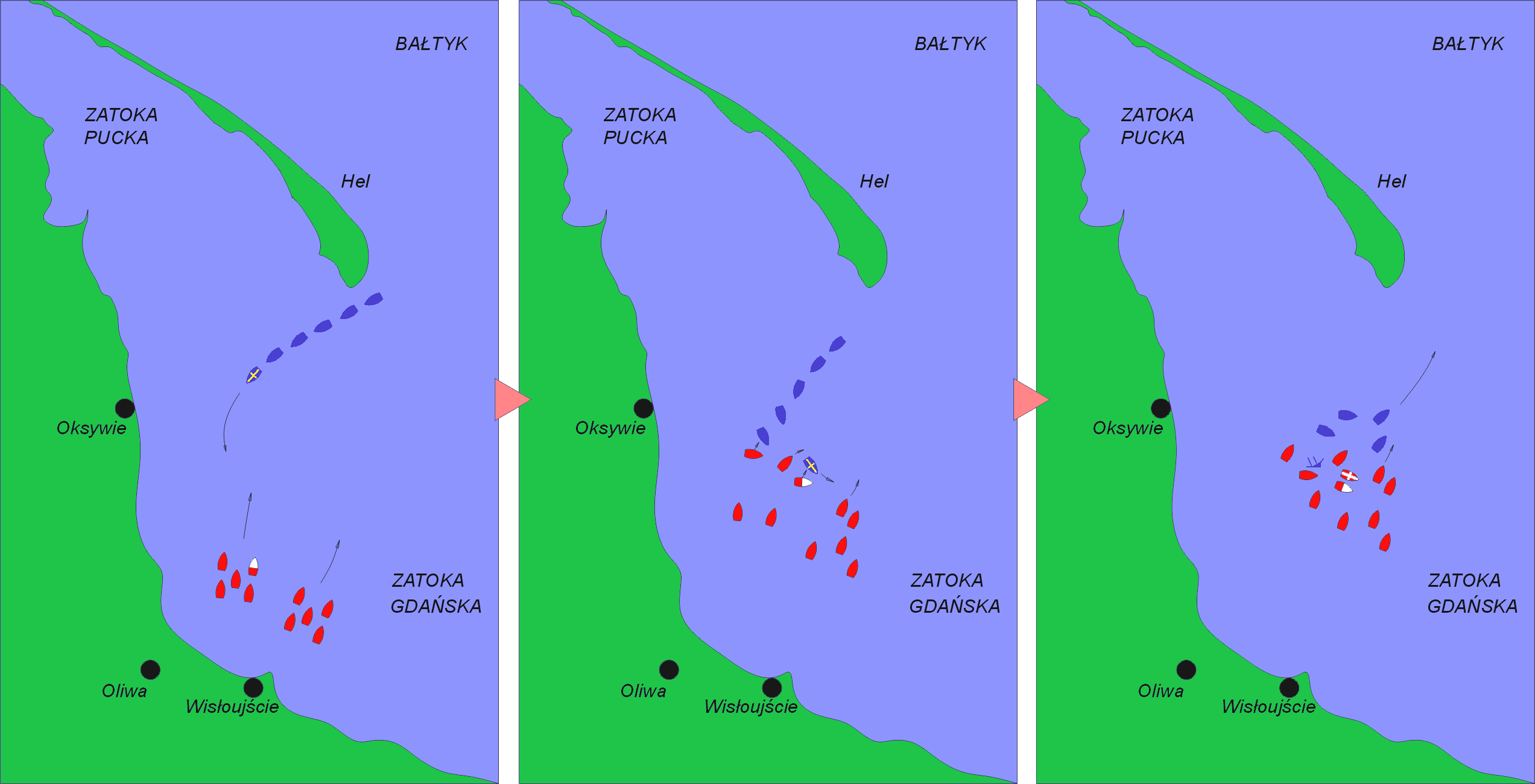
Przebieg bitwy pod Oliwą

Już po faktycznym zakończeniu bitwy, od zabłąkanej kuli wystrzelonej prawdopodobnie z wycofujących się szwedzkich okrętów zginął polski admirał Arend Dickmann – zwany współcześnie polskim Nelsonem, natomiast szwedzki wiceadmirał Nils Stiernsköld zmarł wkrótce na skutek odniesionych ran. Obu admirałów pochowano z najwyższymi honorami w gdańskiej bazylice Mariackiej.
Sprawozdanie z przebiegu bitwy dla Zygmunta III Wazy sporządził Wolfgang von der Oelsnitz z Komisji Okrętów Królewskich, który dostarczył też królowi zdobyczne bandery szwedzkie oraz rapier Nilsa Stiernskölda.

## Konsekwencje
Zwycięska bitwa została następnie rozpropagowana w Europie przez polski dwór królewski; powstało także powiedzenie, że tego dnia pod Gdańskiem „słońce zaszło w południe” („Solen” znaczy ‘Słońce’). Bitwa nie miała większego znaczenia dla ogólnej sytuacji militarnej, jednakże miała duże znaczenie propagandowe i korzystnie wpłynęła na morale udowadniając, że polska flota może pokonać szwedzką. Wzmocniła też pozycję władzy królewskiej wśród mieszczaństwa gdańskiego.
Materialnym efektem zakończonej bitwy było czasowe zdjęcie szwedzkiej blokady portu gdańskiego.

## Upamiętnienie

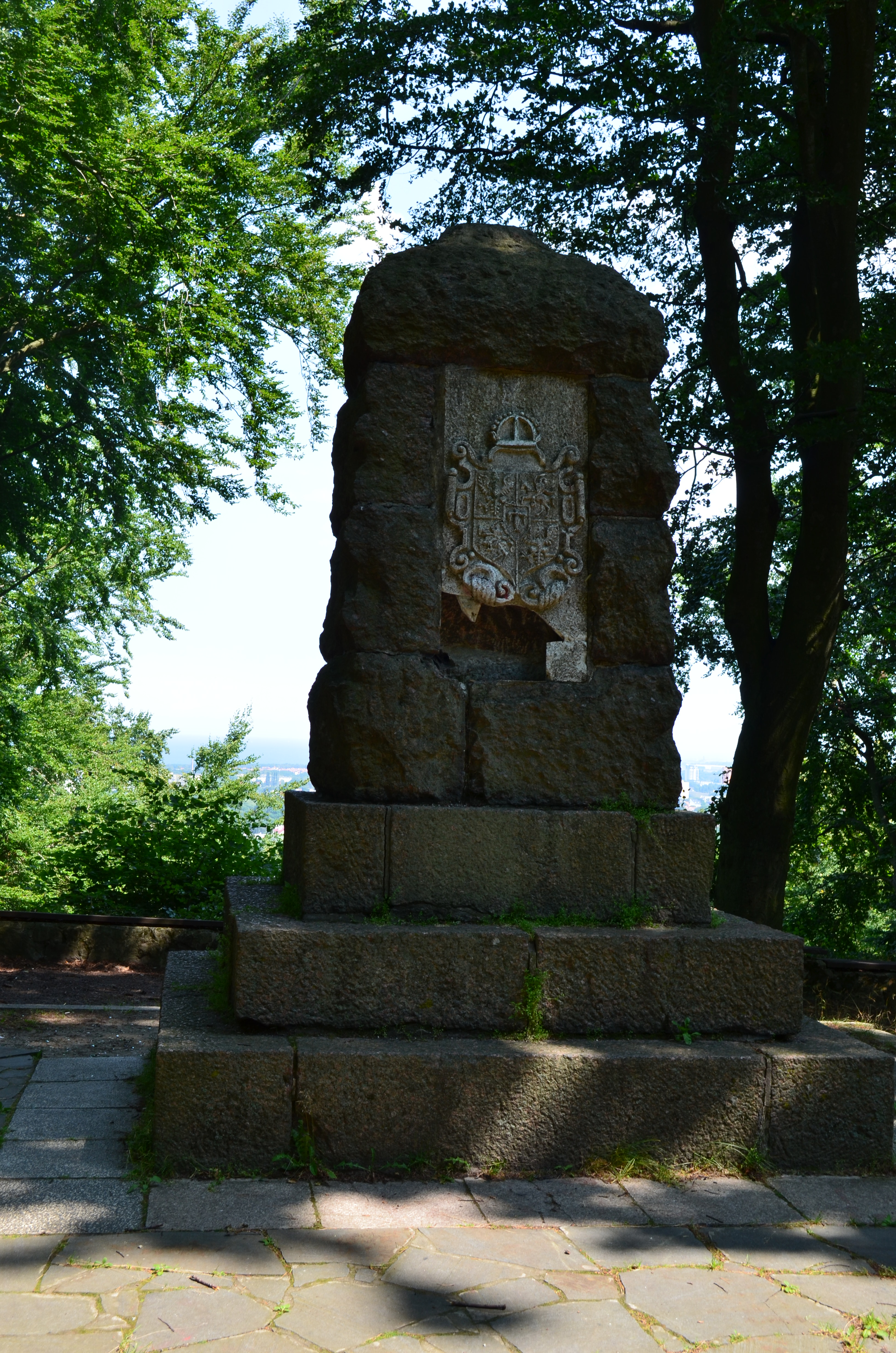
Pomnik Bitwy pod Oliwą (Oliwa, na Wzgórzu Pachołek) - pomnik, w aktualnej formie powstał w roku 1975 z wykorzystaniem XIX-wiecznej konstrukcji architektonicznej memoriału Królowej pruskiej Luizy (cokół i obelisk wykonane w roku 1889) uzupełnionej współczesnymi tablicami oraz rzeźbą przedstawiającą głowę króla Zygmunta III Wazy umieszczoną na szczycie (obecnie niezachowaną), stan na 2014 r.

- Walki marynarzy polskich pod Oliwą zostały po 1990 r. upamiętnione na Grobie Nieznanego Żołnierza w Warszawie napisem na jednej z tablic „OLIWA 28 XI 1627”.
- W Gdańsku-Oliwie są ulice Bitwy Oliwskiej i Arenda Dickmana, a w Gdyni-Oksywiu rondo Bitwy pod Oliwą i ulica Arenda Dickmana.
- W Oliwie znajduje się pomnik Bitwy pod Oliwą[2].

Pomnik Bitwy pod Oliwą istniał również w Gdyni, został jednak zniszczony w 1939 roku po zdobyciu w czasie kampanii wrześniowej Oksywia przez Niemców.
- W Gdańsku-Oliwie działa 17 Oliwska Drużyna Harcerska im. Arenda Dickmanna.
- 28 listopada 1918, w rocznicę bitwy pod Oliwą, Naczelnik Państwa Józef Piłsudski rozkazał utworzyć marynarkę polską[3].